# Numb/Encore
"Numb/Encore" er en sang fra nü-metalbandet Linkin Park og rapperen Jay-Z' album fra 2004, Collision Course. Sangen er et remix af Linkin Parks sang "Numb" og Jay-Z's sang "Encore".
| Musik | Spire Denne musikartikel er en spire som bør udbygges. Du er velkommen til at hjælpe Wikipedia ved at udvide den. |